# Duc de La Vallière
Le duc de La Vallière était un titre nobiliaire français créé par Louis XIV le 13 mai 1667 pour sa maîtresse Louise de La Baume Le Blanc (1644-1710). Le titre entraînait aussi la  Pairie de France. Il s'éteignit de facto avec la mort de l’arrière-petit-neveu de Louise, Louis-César de La Baume Le Blanc de La Vallière, le fameux bibliophile et militaire français. Pour Louise de La Vallière, le duché-pairie de La Vallière et de Vaujours fut érigé par le Roi-Soleil sur les châteaux et seigneuries de La Vallière (à Reugny), Châteaux-en-Anjou (La Vallière), Chouzé, Vaujours, St-Christophe et Courcelles-de-Touraine (cf. l'article Bueil).

## Histoire
Louise de La Vallière, dite « Mademoiselle de La Vallière », fut la maîtresse de Louis XIV de 1661 à 1667. Elle eut six enfants du roi, dont seulement deux survécurent au-delà de l'enfance. Au titre de duc de La Vallière fut uni celui de duc de Vaujours. 
La seigneurie de La Vallière (à Reugny) avait été une propriété de la famille de Louise pendant toute la vie de son arrière-grand-père Laurent Le Blanc. L'unique fils de Laurent, Jean, prit le nom de La Baume Le Blanc. Il fut aussi baron de La Papelardière. Louise reçut le titre lorsque le Roi reconnut ses enfants avec elle. 
Lorsque Louise laissa la cour en 1675 pour devenir Louise de la Miséricorde au Carmel de l'Incarnation de Paris, elle laissa les deux duchés à son unique fille Marie-Anne de Bourbon, la première Mademoiselle de Blois, princesse de Conti par son union en 1680 avec Louis-Armand Ier de Bourbon-Conti. Après qu'en 1685 elle devint veuve à l'âge de 19 ans et sans enfant, Marie-Anne donna en 1698 ses titres à l'un de ses cousins germains, Charles-François de La Baume Le Blanc (1670-1739 ; fils cadet de Jean-François de La Baume Le Blanc, 1642-1676, lui-même frère de la duchesse Louise), qui jusque là n'était que marquis de La Vallière et qui prit donc le double titre ducal de La Vallière et de Vaujours.  
Lorsque le fils de Charles-François, Louis-César de La Baume Le Blanc de La Vallière, naquit en 1708, il fut appelé duc de Vaujours (titre d'attente) jusqu'à la mort de son père Charles-François en 1739. Louis-César fut un ami intime de Louis XV et de sa maîtresse Madame de Pompadour. Il fut un grand bibliophile, qui rassembla une grande bibliothèque. Par sa mère Marie-Thérèse de Noailles, il était un cousin de Louis-Jean-Marie de Bourbon, duc de Penthièvre, un des petits-fils de Madame de Montespan et de Louis XIV. 
Louis-César (1708-1780) épousa en 1732 Jeanne-Julie-Françoise, fille de Jean-Charles de Crussol duc d'Uzès dont il eut seulement une fille, Adrienne-Émilie-Félicité de La Baume Le Blanc, née en 1740, qui épousa le duc de Châtillon (à Mauléon) en 1756 et fut appelée duchesse de Châtillon et de La Vallière. Après sa mort en 1812, le titre s'éteignit. Sa fille aînée, Aimable-Émilie de Châtillon (branche de Porcien), épousa son cousin issu de germain le duc de Crussol (un autre descendant de Madame de Montespan), et sa fille puînée, Louise-Emmanuelle, épousa Charles-Bretagne-Marie de La Trémoille.

## Blason
Le blason du duc de La Vallière (du 1723) fut : coupé de gueules et d'or au lion léopardé coupé d'argent et de sable.

## Ducs de La Vallière

### Duchesse de La Vallière (1667-1675)
| Nom                                                                         | Portrait | Durée de la vie           | Parents                                           |
| --------------------------------------------------------------------------- | -------- | ------------------------- | ------------------------------------------------- |
| Louise Françoise de La Baume Le Blanc Mademoiselle de La Vallière 1667-1675 |          | 6 aout 1644 – 7 juin 1710 | Laurent de La Baume Le Blanc Françoise Le Provost |

### Duchesse de La Vallière (1680-1698)
| Nom                                                                                          | Portrait | Durée de la vie             | Parents                                         |
| -------------------------------------------------------------------------------------------- | -------- | --------------------------- | ----------------------------------------------- |
| Marie Anne de Bourbon Légitimée de France Mademoiselle de Blois Princesse de Conti 1680-1698 |          | 2 octobre 1666 - 3 mai 1739 | Louis XIV Louise Françoise de La Baume Le Blanc |

### Ducs de La Vallière (1698-c.1780)
| Nome                                                                                 | Portrait | Durée de la vie                   | Parents                                                                   |
| ------------------------------------------------------------------------------------ | -------- | --------------------------------- | ------------------------------------------------------------------------- |
| Charles-François de La Baume Le Blanc (ru) 1698-1739                                 |          | c. 1665- 22 aout 1739             | Jean François de La Baume Le Blanc Gabrielle Glé de La Cotardais          |
| Louis-César de La Baume Le Blanc 1739-1780                                           |          | 9 octobre 1708 - 16 novembre 1780 | Charles-François de La Baume Le Blanc Marie-Thérèse de Noailles           |
| Adrienne Émilie Félicité de La Baume Le Blanc 1780–? appelée duchesse de La Vallière |          | 29 septembre 1740 - 15 mai 1812   | Louis-César de La Baume Le Blanc Jeanne Julie Françoise de Crussol d'Uzès |